# 해석학적 순환
해석학적 순환(영어: Hermeneutic circle, 독일어: hermeneutischer Zirkel)이란 하나의 본문을 이해하는 과정을 해석학적으로 설명하는 것이다.
그것은 한 본문의 이해를 전체와 관련하여 이해하는 개념이다. 즉 전체 본문과 개별본문은 서로서로 연관되지 않고서는 이해될 수 없다는 것이다. 그러므로 그것이 순환이라는 것이다. 이런 해석학적 순환의 특징은 해석을 불가능하게 하지 않고 오히려 본문의 의미가 문화적, 역사적, 그리고 문학적 맥락 안에서 발견되어야 하는 것을 강조한다.
해석학적 순환은 18세기 말 조오지 안톤 프레드릭 아스트(Friedrich Ast)에 의해 처음으로 초석이 닦인 개념으로 전체와 부분의 유기적인 관계성을 가리킨다. 교회와 신학적 활동을 연관하여 살핀다면, 신학적 체계화에 대한 모든 질문들과 교회의 지속적인 해석학적 활동 사이에는 필연적인 연관성이 있다는 말이기도 하다.

## 역사
히포의 어거스틴은 믿음과 이성에 의한 해석학적 순환을 소개한 최초의 철학자이자 신학자였다. 그는 이해를 추구하는 신앙(Credo ut intelligam, 믿는다면 그러면 여러분들은 이해할 수 있다)을 주장하였다. 이것은 믿음과 이성의 관계를 설명하는 말이다. 순환은 성경 주석을 돕기 위하여 생각되었으며 하나님의 진리를 개인적 믿음으로써 나타난다고 보았다. 고백록에 따르면 이해가 힘든 성경본문들은 성령의 빛에 의해서 읽어야 하며, 전체로서 성경의 정신의 문맥에서 그리고 영감된 유일한 오류가 없는 것으로 이해되어야 한다고 했다.
슐라이에르마허의 해석방법은 본문을 이해하는 해석자의 중요성을 해석하는 필수적인 단계로서 강조하였다. 이해는 부분들과 전체 사이에 반복적인 해석적 활동을 포함한다. 여기에 해석적인 순환의 개념이 있다. 본문의 의미를 이해하는 것은 저자의 의도를 해독하는 것이 아니라 독자, 본문, 문맥 사이의 실재적인 관계성을 세우는 것이다.
딜타이는 해석학적 이해의 순환적 과정에서 하나의 예를 한 문장을 이해하는 예로 사용한다. 그는 특별히 의미와 풍성한 의미는 항상 문맥적이라고 강조한다.  사람은 오직 특별한 상황속에서 하나의 역사를 세울수 밖에 없기 때문에 해석이란 항상 해석적의 상황과 연관되어 있다고 한다. 하이데거는 해석학적 순환의 개념을 개인에 의한 모든 실존 경험안에서 상황화된 현실성에 의해 전체를 파악하려고 한다.
하이데거는 해석학적 순환의 개념을 발전시켰는데 개인이 매일의 존재를 세세하게 경험하는 상황속에 있는 실재에 의해서 전체를 생각하게 하였다. 이해는 이해의 선 구조에 근거하여 발전되었는데 외부적 현상은 예비적 방법안에서 해석되는 것을 허용하였다. 예술 작품의 기원(1935-1936)의 작품에서 해석학적 순환에 대하여 말하기를 예술가들과 작품들은 서로가 관련되어야만 이해될수 있다고 한다. 서로가 분리되어서 이해될수가 없다고 한다. 예술 작품의 기원 신비스럽고 회피적이며 논리를 무시하는 듯하다. 그러므로 우리는 이 순환을 따라야 한다고 한다. 이것은 임시적이거나 결합이 있는 것이 아니라고 한다.
한스게오르크 가다머(1975)는 이 개념을 더욱 발전시켜 이전의 해석학적 전통과 단절된 것으로 인정받게 되었습니다. 하이데거는 해석학적 과정을 우리의 이해를 선험적 편견 속에 위치시키는 자기 참조(self-reference)의 순환으로 보았지만, 가다머는 해석학적 순환을 존재의 상세함을 탐구함으로써 전체 현실에 대한 새로운 이해를 발전시키는 반복적 과정(iterative process)으로 재개념화했습니다. 가다머는 실재를 탐구하고 새로운 이해를 나타내는 합의에 도달하는 타인과의 대화를 통해 이해가 언어적으로 매개된다고 보았습니다. 해석학적 순환에 대한 대화의 중심성이 그 목적(design)을 '상황과의 대화'를 통해 발전하는 해석학적 순환으로 특징짓는 도널드 쇤(Donald Schön)에 의해 발전되었습니다.
폴 디 만 (Paul de Man)은 가마머와 하이데거를 해석과 읽기의 인식론적 비평으로 병합하였다. 그리고 미국 본문 단일성에 대한 역설적 개념을 주장하는 미국 비평주의가 실용주의적으로 해석학적 순환을 이해하는데 그것은 자연적 과정에서 발행하는 유기적 순환성을 잘못 대체한 것으로 본다.

## 같이 보기
- 해석학 (철학)
- 신학적 해석학
- 주석